# Goodbye (Spice-Girls-Lied)
Goodbye (englisch für „Auf Wiedersehen“) ist ein Lied der britischen Girlgroup Spice Girls, das zunächst im Dezember 1998 als Single und knapp zwei Jahre später auf Forever, dem dritten Studioalbum der Gruppe, veröffentlicht wurde. Es ist die erste Singleveröffentlichung der Spice Girls als Quartett, nachdem Geri Halliwell die Band im Mai 1998 verlassen hatte.

## Entstehung
Am 31. Mai 1998 gab Geri Halliwell ihren Ausstieg aus der Gruppe bekannt. Über ihren Anwalt ließ sie ausrichten: „Traurigerweise muss ich bestätigen, dass ich die Spice Girls verlassen habe. Der Grund dafür sind Meinungsverschiedenheiten zwischen uns. Ich bin sicher, dass die Gruppe weiterhin erfolgreich sein wird, und wünsche ihnen alles Gute.“ Halliwell behauptete, sie leide unter Erschöpfung und wolle eine Pause einlegen. Später äußerte sie in mehreren Medien – sowie in ihrer Autobiografie If Only –, dass sie eingeladen worden sei, bei einer Aufklärungsveranstaltung über Brustkrebs zu sprechen (Halliwell ließ sich im Alter von 19 Jahren einen gutartigen Brusttumor entfernen), aber besorgt war, dass die anderen Spice Girls dies nicht gutheißen würden, da dies während ihrer laufenden Spiceworld Tour geschah. Ihr Ausstieg aus der Gruppe machte weltweit Schlagzeilen und wurde zu einem der beherrschendsten Boulevard-Themen des Jahres 1998. Die vier verbleibenden Mitglieder Victoria Adams, Melanie Brown, Emma Bunton und Melanie Chisholm äußerten daraufhin, dass die Spice Girls zu viert weitermachen würden und auch die restlichen Konzerte ihrer Tournee wie geplant stattfinden würden.
Im Juli 1998, während des amerikanischen Teils ihrer Welttournee, beschloss die Gruppe, das Lied Goodbye zu überarbeiten, dessen früher Entwurf bereits im Frühjahr 1998 geschrieben worden war, als Halliwell noch Teil der Gruppe war. Dafür flogen die Songwriter und Musikproduzenten Richard Stannard und Matt Rowe nach Nashville, um die Gruppe zu treffen. In gemeinsamer Zusammenarbeit der Spice Girls und Rowe/Stannard entstand in einem örtlichen Aufnahmestudio schließlich die finale Version von Goodbye, die textlich den Abschied von einer guten Freundin, nämlich Halliwell, darstellt.
Der Text wurde von den Medien und Fans auch oft als Metapher für das Ende der Spice Girls als Gruppe an sich angesehen, obwohl die Mitglieder diese Idee ablehnten. Melanie Brown äußerte sich zu diesen Gerüchten: „[Das Lied] handelt ganz offensichtlich davon, was im Laufe des Jahres passiert ist, mit Geris Weggang und danach. [...] Das Lied heißt ‚Goodbye‘, aber es ist kein Abschiedsgruß im eigentlichen Sinne, denn der Refrain lautet eigentlich ‚Auf Wiedersehen, mein Freund, es ist nicht das Ende‘. Also, für alle, die denken, wir würden uns trennen, das tun wir nicht. Also korrigiert das!“ In der Autobiografie der Spice Girls aus dem Jahr 1999, Forever Spice, kommentierte Melanie Chisholm: „‚Goodbye‘ handelte ursprünglich vom Ende einer Beziehung, aber jetzt geht es um Geri und es ist wirklich traurig.“ Produzent Richard Stannard führte weiter aus: „Es ging darum, weiterzumachen und den alten Spice Girls ‚Auf Wiedersehen‘ zu sagen. Es war kein ‚Auf Wiedersehen‘ an Geri; es war nicht wirklich wörtlich gemeint. Ein Großteil des Songs wurde geschrieben, als sie in Amerika auf Tour waren. Wir haben ihn in Nashville geschrieben, also denke ich, dass er diesen sentimentalen Touch hat, weil alle ein bisschen Heimweh hatten und erschöpft waren.“ Halliwell erklärte später, sie fände es „sehr schmeichelhaft, dass sie ihn mir gewidmet haben.“

## Veröffentlichung
Die Erstveröffentlichung von Goodbye erfolgte als Single am 7. Dezember 1998 bei Virgin Records. In den Vereinigten Staaten erschien die Single unter anderem einen Tag später, im Vereinigten Königreich erstmals am 11. Dezember 1998. Je nach Version enthielt die Single eine Coverversion des Stückes Christmas Wrapping der Waitresses aus dem Jahr 1981, eine orchestrale Version von Goodbye und Liveaufnahmen der Coverversionen von Sisters Are Doin’ It for Themselves (Original: Eurythmics feat. Aretha Franklin, 1985) und We Are Family (Original: Sister Sledge, 1979), die am 20. September 1998 beim Abschlusskonzert der Spiceworld Tour im Londoner Wembley-Stadion aufgenommen wurden. Aufgrund der Schwangerschaftpausen, die Melanie Brown und Victoria Adams direkt nach dem Ende der Tournee eingelegt hatten, sind auf Christmas Wrapping nur Emma Bunton und Melanie Chisholm zu hören.

## Inhalt
Bei Goodbye handelt es sich um eine langsame Pop-Ballade (68 Schläge pro Minute), die im Viervierteltakt in der Tonart E-Dur gesetzt ist. Die beiden Strophen werden dabei von Emma Bunton gesungen, während Melanie Brown die jeweiligen Einleitungen zum Refrain des Liedes singt. Im Refrain sind alle vier Spice Girls zu hören, wobei eine Zeile von Melanie Chisholm solo vorgetragen wird. Eine kurze Bridge enthält außerdem Sologesang von Victoria Adams. Im Intro sowie im Refrain des Liedes ist zudem eine von allen Spice Girls gesungene charakteristische Hookline zu hören, die aus vier Gesangsnoten und der stetigen Wiederholung des Wortes „no“ besteht.

## Musikvideo
Das Musikvideo zu Goodbye beginnt damit, dass jedes der Spice Girls in jeweils einem schwarzen Auto sitzt – zwei Cadillacs Fleetwood 75, einem Imperial Newport und einem Tatra 603. Vor diesen Autos laufen weiße Wölfe davon. Schließlich erreichen die Spice Girls ein Schloss und gehen Arm in Arm die Stufen hinauf. Als sie in das mit Trockeneiswolken eingenebelte Schloss eintreten, sehen sie eingefrorene Paare, während sie das Lied gemeinsam singen. Diese Szenen wechseln sich mit Aufnahmen von jedem Spice Girl im Schloss in einer anderen Umgebung mit fallenden Gegenständen, nämlich Papierblättern (Beckham), Toilettenpapierrollen (Bunton), Tellern (Brown) und einem explodierenden Kronleuchter (Chisholm) ab. Das Video endet damit, dass das Eis, das die Paare umschließt, schmilzt und diese so wieder zum Leben erwachen, während die Spice Girls das Schloss wieder verlassen.
Das Musikvideo wurde Anfang November 1998 in den Mentmore Towers in Buckinghamshire gedreht. Regie führte Howard Greenhalgh, der zuvor schon das Musikvideo zu Too Much inszeniert hatte. Die Erstausstrahlung des Videos erfolgte am 20. November 1998 auf MTV. Adams und Brown waren zum Zeitpunkt der Dreharbeiten schwanger.

## Kommerzieller Erfolg

### Chartplatzierungen
Am 20. Dezember 1998 wurde Goodbye die achte Nummer-eins-Single der Spice Girls in Großbritannien und gleichzeitig ihre dritte aufeinanderfolgende Nummer-eins-Weihnachtssingle nach 2 Become 1 (Dezember 1996) und Too Much (Dezember 1997). Damit zogen die Spice Girls mit den Beatles gleich, die zwischen 1963 und 1965 im Vereinigten Königreich ebenfalls drei Nummer-eins-Weihnachtssingles in Folge landen konnten. Darüber hinaus avancierte es auch zum Nummer-eins-Hit in Neuseeland sowie zum Top-10-Erfolg in Finnland und Schweden (je Rang 2), Australien (Rang 3), den Niederlanden (Rang 4), Norwegen (Rang 6) und der Schweiz (Rang 8). In den US-amerikanischen Billboard Hot 100 erreichte die Single Rang elf und war der letzte Charthit der Band.
| ChartsChartplatzierungen       | Höchstplatzierung | Wochen |
| ------------------------------ | ----------------- | ------ |
| Deutschland (GfK)              | 17 (10 Wo.)       | 10     |
| Österreich (Ö3)                | 13 (9 Wo.)        | 9      |
| Schweiz (IFPI)                 | 8 (11 Wo.)        | 11     |
| Vereinigte Staaten (Billboard) | 11 (11 Wo.)       | 11     |
| Vereinigtes Königreich (OCC)   | 1 (21 Wo.)        | 21     |

| ChartsJahrescharts (1998)    | Platzierung |
| ---------------------------- | ----------- |
| Vereinigtes Königreich (OCC) | 8           |

### Auszeichnungen für Musikverkäufe
| Land/Region                  | Auszeichnungen für Musikverkäufe (Land/Region, Auszeichnung, Verkäufe) | Verkäufe  |
| ---------------------------- | ---------------------------------------------------------------------- | --------- |
| Australien (ARIA)            | Platin                                                                 | 70.000    |
| Kanada (MC)                  | 2× Platin                                                              | 200.000   |
| Neuseeland (RMNZ)            | Platin                                                                 | 10.000    |
| Schweden (IFPI)              | Gold                                                                   | 15.000    |
| Vereinigte Staaten (RIAA)    | Gold                                                                   | 600.000   |
| Vereinigtes Königreich (BPI) | Platin                                                                 | 949.000   |
| Insgesamt                    | 2× Gold · 5× Platin ·                                                  | 1.844.000 |

Hauptartikel: Spice Girls/Auszeichnungen für Musikverkäufe

## Trivia
Goodbye war das letzte gespielte Musikvideo auf dem deutsch-französischen Musiksender Onyx.tv, der damit am 15. September 2004 gegen 06:45 Uhr seinen Sendebetrieb einstellte.